# バスケットボール女子ロシア代表
バスケットボール女子ロシア代表（Russia women's national basketball team）は、ロシアバスケットボール連盟により国際大会に派遣される女子バスケットボールのナショナルチームである。
本項では1992年以前のソ連と1992年の連合チームも一緒に扱う。

## 歴史
1950年のユーロバスケットで初優勝を果たし、以来22回の優勝を誇る欧州屈指の強豪として君臨している。
五輪ではボイコットにより不参加となったロス五輪を除き全大会に出場し、金メダル3個含むメダル5個獲得している。世界選手権でも1959年大会以降ボイコットにより不参加だった1979年ソウル大会を除き6大会連続優勝を決め、出場した大会では1990年大会を除きすべて決勝に進出している。
しかし、ソ連崩壊後は独立国家共同体として出場したバルセロナ五輪で金メダルを獲得したものの、ロシアになってからは、ユーロバスケットは2003年に1度制覇したが五輪・世界選手権とも優勝はまだない。それでも世界選手権3大会連続準優勝、五輪2大会連続銅メダルを獲得しており世界タイトルへの期待が掛かっている。

## 主な国際大会成績
1991年まではソ連、1992年バルセロナ五輪のみ独立国家共同体、それ以降はロシア代表として参加。
- オリンピック
  - 1976年 － 金メダル
  - 1980年 － 金メダル
  - 1988年 － 銅メダル
  - 1992年 － 金メダル
  - 1996年 － 5位
  - 2000年 － 6位
  - 2004年 － 銅メダル
  - 2008年 － 銅メダル
  - 2012年 － 4位
  - 2016年 － 予選敗退
  - 2020年 － 予選敗退
- W杯の成績
  - 1957年 － 準優勝
  - 1959年 － 優勝
  - 1964年 － 優勝
  - 1967年 － 優勝
  - 1971年 － 優勝
  - 1975年 － 優勝
  - 1983年 － 優勝
  - 1986年 － 準優勝
  - 1990年 － 5位
  - 1998年 － 準優勝
  - 2002年 － 準優勝
  - 2006年 － 準優勝
  - 2010年 － 7位
- ユーロバスケットの成績
  - 優勝：22回(1950, 1952, 1954, 1956, 1960, 1962, 1964, 1966, 1968, 1970, 1972, 1974, 1976, 1978, 1980, 1981, 1983, 1985, 1987, 1989, 1991, 2003)

## 主な選手
- マリア・ステパノワ